# 앨런 로젠샤인
앨런 G. 로젠샤인 (Allen Rosenshine, 1939년 3월 14일 출생)은 미국의 광고 경영자로, 과거 배튼, 바튼, 더스타인 & 오스본(BBDO)의 회장 겸 최고 경영자(1985-1986, 1989–2006)를 역임했다. 그는 또한 세계에서 두 번째로 큰 광고 대행사인 옴니콤 그룹의 창립 회장(1986-1989)이었다.

## 경력 및 생애
로젠샤인은 1959년 컬럼비아 칼리지를 졸업했다. 그는 1965년 카피라이터로 BBDO에 입사했으며 1975년 BBDO 뉴욕 크리에이티브 디렉터가 되었다. 1980년 뉴욕 지사 사장이 되었고 1985년 BBDO 월드와이드의 최고 경영자로 임명되었다. 1986년 4월, 그는 BBDO(6위)와 합병된 니덤 하퍼 월드와이드(16위), 도일 데인 번바크(12위)로 구성된 세계 최대의 3개 네트워크 복합 기업인 옴니콤 그룹을 탄생시킨 광고업계의 "빅뱅"으로 불리는 합병을 주도했다. 그는 3년 동안 옴니콤 그룹의 회장을 역임한 후 스스로 "해고"하고 BBDO의 회장 겸 최고 경영자로 복귀했다.
옴니콤 회장 재임 기간 동안, 1989년 초까지 옴니콤의 매출은 49억 달러에서 63억 달러로 약 30% 증가했다. 그의 경영 아래 BBDO의 매출은 30억 달러에서 240억 달러 이상으로 증가했다. 그의 리더십 아래 BBDO는 애드 에이지와 애드위크 등 다양한 업계 출판물에서 1982년, 1984년, 1993년, 2000년, 2001년, 2005년에 "올해의 대행사"로 선정되었다.
1991년, 그는 칸 라이언즈 국제 광고제 심사위원장을 역임했다.
2006년 로젠샤인은 BBDO 은퇴를 발표했으며 명예 회장 직함을 유지하고 있다.
로젠샤인은 유대인이며 스스로를 이스라엘 지지자라고 밝혔다.

## 수상 경력
1999년, 로젠샤인은 애드버타이징 에이지에 의해 20세기 가장 영향력 있는 광고인 100인 중 한 명으로 선정되었다. 그는 또한 미국 광고 연맹에서 운영하는 미국 광고 연맹 명예의 전당 회원이기도 하다.

## 자선 활동
로젠샤인은 마약 없는 아이들을 위한 파트너십의 창립자 중 한 명이며 현재 이사회 부회장이다.